# Conan Meriadoc
Conan Meriadoc (in bretone Konan Meriadeg, in gallese Cynan Meriadog) (fl. IV secolo) fu un sovrano di Britannia, Dumnonia e Bretagna, personaggio in gran parte leggendario, vissuto possibilmente nel IV secolo dopo Cristo sebbene diversi elementi della sua biografia sconfinino nel mito.
Secondo le varie fonti, egli era un capo britannico, probabilmente fondatore della Bretagna; il nome Meriadoc deriverebbe dall'unione di due parole gallesi, "mawr" ('grande') e "udd" ('signore'), col significato dunque di 'gran signore'. 
Le sue gesta vengono descritte soprattutto attraverso due versioni: una, presente nel testo gallese noto come Il sogno di Macsen Wledig, l'altra, nella Historia Regum Britanniae di Goffredo di Monmouth. Entrambi gli scritti lo associano a Magno Massimo, che ne sposò la sorella (o cugina) Elena. Ma Conan divenne conosciuto anche per essere stato marito di Sant'Orsola. Nella letteratura agiografica relativa a quest'ultima, il suo nome è spesso Ereo o anche Etereo. 

## Biografia tra storia e leggenda
Inizialmente di religione pagana, secondo una delle versioni storiografiche era figlio del fratello di re Ottavio il Vecchio, Geronzio, o dello stesso Ottavio secondo Il sogno di Macsen Wledig. Conan credette di ereditare l'influenza che suo zio aveva creato nel Galles, fino a quando Elena, sua cugina (o forse sorella), sposò il cittadino romano Magno Massimo. Fu in un primo tempo messo da parte a causa dell'influenza sempre più crescente di Massimo: per questa ragione organizzò una rivolta, aiutato dai Pitti e dagli Scoti. Pur essendo stato sconfitto, Conan divenne ottimo amico di colui che era stato suo rivale, impegnandosi anche per aiutarlo a diventare imperatore romano d'occidente.

### Controllo dei territori e matrimoni
Come ricompensa per aver eliminato un rivale prese il controllo dell'Armorica, l'odierna Bretagna. La nuova provincia venne colonizzata dai suoi uomini; poiché la popolazione femminile scarseggiava, Conan chiese all'anziano zio Dionoto di Dumnonia di inviargli donne provenienti dalla Cornovaglia.
Propose quindi di cementare l'alleanza tra i due popoli chiedendo la mano della figlia di Dionoto, Orsola, della quale peraltro egli era sinceramente innamorato. Orsola, che come i genitori era cristiana, accettò, ma a patto di poter prima recarsi in pellegrinaggio per l'Europa insieme a un gruppo di vergini, 11.000 secondo alcuni testi - in realtà il numero era decisamente inferiore - scelte tra le 72.000 donne che Dionoto aveva inviato al nipote. Sempre secondo le condizioni dettate da Orsola, al principe venne richiesto di convertirsi al cristianesimo. Meriadoc la raggiunse a Roma, dove si fece battezzare: i due sarebbero stati poi uniti in matrimonio da papa Siricio. Sembra che Conan non si sia mai recato a Colonia, città in cui Orsola e le compagne vennero martirizzate dagli Unni ; il condottiero sarebbe stato costretto a rientrare velocemente in patria con il figlio appena nato per la difficile situazione venuta a crearvisi, a causa di un tentativo di invasione dell'Armorica da parte dei Sassoni e della morte improvvisa del suocero (che era anche stato spodestato dall'usurpatore Graciano Municeps), mentre Orsola continuò il pellegrinaggio. Le fonti agiografiche più antiche sostengono che il battesimo del principe sia avvenuto nella sua terra, senza che egli partisse con Orsola, restando ad aspettare che lei ritornasse.
Per quanto riguarda le compagne di Orsola, ben prima del massacro di Colonia alcune di queste erano state catturate e uccise dagli Unni: ciò avvenne durante la loro traversata della Manica. I barbari invasero poi la Britannia, causando molte devastazioni. Magno Massimo inviò allora due legioni, comandate da Graciano Municeps (che ancora non aveva tradito Dionoto), per respingere gli invasori, che furono decimati: i superstiti si rifugiarono in Irlanda.
Poco tempo dopo la morte di Dionoto, Conan subentrò al padre sul trono di Britannia. Crebbe così la sua influenza in Dumnonia, unita con la Bretagna e la Britannia sotto un'unica guida, seppure per breve tempo. In seconde nozze Meriadoc sposò Darerca d'Irlanda, che come Orsola fu poi proclamata santa: secondo alcune fonti lei era inoltre sorella di san Patrizio, una parentela che però appare poco credibile. Da questo matrimonio nacquero gli altri figli di Conan.

### Morte

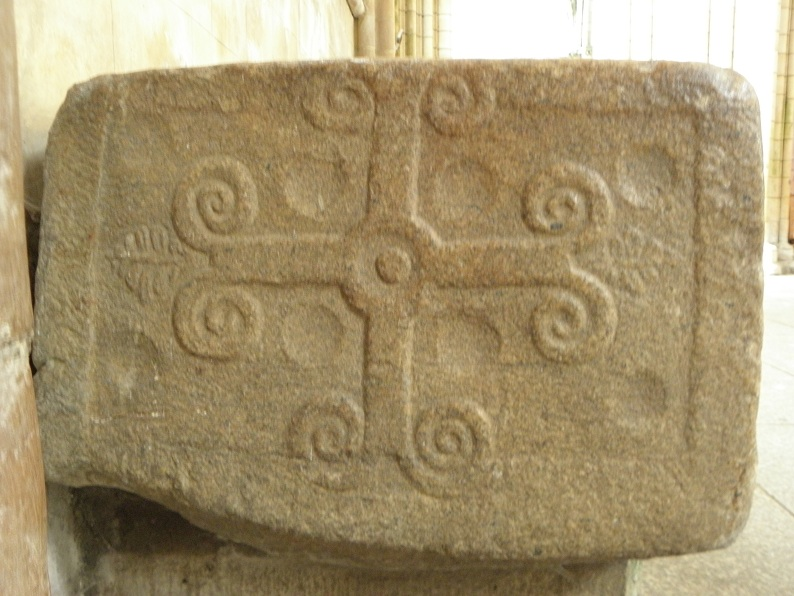
Il sarcofago di Conan Meriadoc, nella Cattedrale di Saint-Pol-de-Léon

Conan si spense attorno al 395, per cause naturali: i suoi domini furono spartiti tra i figli Gadeon, avuto dal matrimonio con Orsola, e Gradlon, il maggiore tra quelli che gli diede Darerca. Il suo sarcofago, in stile romano, è conservato nella Cattedrale di Saint-Pol-de-Léon.
La Legenda Aurea e qualche tarda Passio di Orsola, dove egli è perlopiù chiamato Ereo o Etereo, lo vogliono ucciso insieme alla sposa, ma queste opere letterarie sono posteriori al ritrovamento, avvenuto nell'XI secolo a Colonia, delle ossa di un uomo chiamato Etherius; la mistica tedesca Elisabetta di Schönau in base alle proprie visioni affermava che quelli fossero proprio i resti del condottiero, a suo dire morto martire, tuttavia esami successivi hanno dimostrato che si trattava di una persona vissuta nel periodo tardomerovingio.
La Chiesa Cattolica non ha innalzato agli onori degli altari Ereo, al quale non sono mai stati attribuiti miracoli o virtù notevoli dopo la conversione: ritenendo corretta la sua identificazione con Meriadoc, ha inoltre dovuto prendere atto che lo sposo di Orsola morì senza aver effettivamente subìto il martirio, e dunque tra i testi agiografici relativi alla santa vengono considerati credibili solo quelli in cui il principe le sopravvive, ovvero i più antichi (curiosamente l'Etherius rinvenuto a Colonia si trova tuttora nella Basilica di Sant'Orsola, insieme alle ossa delle vergini).

## Discendenza
Dal primo matrimonio, quello con Orsola, Conan ebbe solo Gadeon, figura assente in tutti i testi agiografici relativi alla madre. Non si conosce il numero esatto dei figli di secondo letto; dopo Gradion nacquero almeno due femmine, proclamate poi sante: Santa Eiche di Kilglass e Santa Lalloc di Senlis.
I membri del Casato di Rohan affermano di discendere da Conan.

## Nell'arte

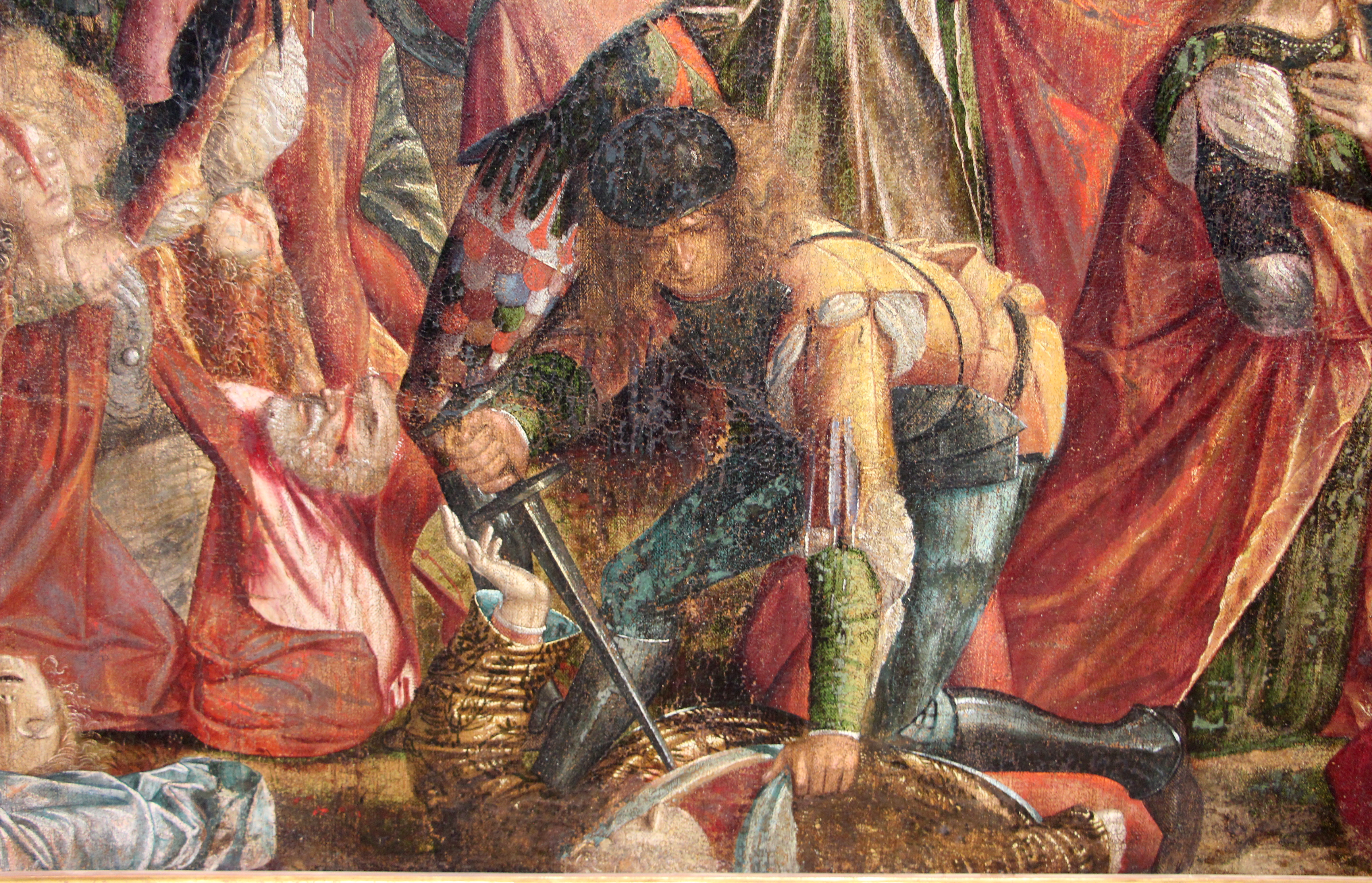
Vittore Carpaccio, Martirio dei pellegrini e funerali di sant'Orsola, dettaglio con Ereo trafitto da un unno. Carpaccio segue uno dei testi agiografici con l'inverosimile versione secondo la quale il condottiero sarebbe stato martirizzato.

Numerose sono le rappresentazioni artistiche di Conan, tutte comunque legate al suo amore per Orsola. Di Ereo viene messo in risalto l'evolversi nel suo percorso di vita: intelligente capo politico e militare cresciuto nel paganesimo, si converte alla religione cristiana per non perdere la donna amata da sempre, mostrando poi assoluta saldezza nella nuova fede.
Egli appare come un uomo aitante e solitamente più giovane di Orsola, talora con la corona. Nelle descrizioni del suo battesimo riceve completamente nudo il sacramento. Nella restante iconografia indossa vesti da principe assai sfarzose oppure è in divisa militare.
Alcuni artisti si basano sui testi che includono Conan tra i martiri di Colonia trasformando dunque la vicenda in una tragica storia d'amore, come Vittore Carpaccio nelle Storie di sant'Orsola e Hans Memling nelle scene del Reliquiario di sant'Orsola; a uccidere il principe è una spada che gli viene conficcata all'altezza del cuore (con gli Unni che vogliono evidentemente farsene beffe sapendolo perdutamente innamorato di Orsola). Qui perisce ovviamente anche tutto il suo seguito, formato da anziani dignitari e giovani valletti; nell'ottavo dei teleri di Carpaccio (Martirio dei pellegrini e funerali di sant'Orsola) ad alcuni di essi viene oltretutto riservata una macabra fine.
Vi sono anche casi in cui questa versione viene rifiutata per la sua mancata verosimiglianza sotto l'aspetto propriamente biografico e di conseguenza non si ha morte violenta del condottiero; qualche artista addirittura lo fa apparire solo in occasione del battesimo e del fidanzamento con la santa, la quale poi intraprende il pellegrinaggio per l'Europa senza di lui.